# Rektifizierung
Unter einer Rektifizierung (lat.: Berichtigung) oder Entzerrung versteht man die Eliminierung geometrischer Verzerrungen in Bilddaten, bedingt durch z. B. unebenes Gelände, zentralperspektivische Aufnahme oder falsche Orientierung des Aufnahmesystems. Die Entzerrung dient primär dazu ein einzelnes Bild so umzurechnen, als wäre es senkrecht zur Objektebene (z. B. eine Hauswand) aufgenommen worden. Die perspektive Verzerrung wird dadurch wieder kompensiert und das Bild quasi "entzerrt" wodurch man einen einheitlichen Abbildungsmaßstab für das gesamte Bild erhält. Dadurch ist es möglich für im Bild gemessene Strecken deren reale Größe zu berechnen, so wie bei einer Karte. Es handelt sich dabei um eine spezielle Form der Georeferenzierung von Bildern. So bearbeitete Fotos heißen digitale Orthofotos (DOP). Diese Methode findet häufig Anwendung in der Photogrammetrie und der Kartografie zur Auswertung von Satelliten- und Luftbildern.

## Durchführung
Um ein Bild geokodieren zu können, muss eine Transformationsgleichung gefunden werden, mit welcher jeder Bildpunkt des Eingabebildes in die Matrix des Ausgabebildes übertragen werden kann. Grundsätzlich gibt es zwei Herangehensweisen diese Gleichung zu finden:

### Interpolationsverfahren
Bei Interpolationsverfahren wird darauf verzichtet, die Abbildungsgeometrie zu modellieren. Die Transformation basiert lediglich auf einer Interpolation zwischen ausgewählten Passpunkten (sogenannten Ground Control Points). Als Passpunkte eignen sich alle markanten, punktuellen, lageunveränderlichen Stellen, wie beispielsweise Straßenkreuzungen. Ihre Koordinaten werden normalerweise einer topografischen Karte größeren Maßstabes entnommen. Anhand der Beziehung zwischen mindestens drei Passpunkten kann die Lage aller anderen Bildpunkte interpoliert werden, es ist jedoch ratsam möglichst viele Passpunkte einzubeziehen.
Nachteilig bei einem solchen Interpolationsverfahren ist, dass Höhenunterschiede des Geländes kaum berücksichtigt werden. Es ist lediglich möglich das Relief indirekt einzubeziehen, indem die Passpunkte so gewählt werden, dass dieses mit beschrieben wird. Werden die Passpunkte z. B. entlang eines Hangfußes, am Rand sowie im Bett eines Grabens und auf herausragenden Bergkuppen platziert, ist es möglich, die Geländeform in begrenztem Maße zu beschreiben. Allerdings müssen die genauen Koordinaten solcher Geländepunkte bekannt sein.

### Parametrische Verfahren
Die aufwendigeren Verfahren sind die Parametrischen Verfahren, bei denen die Aufnahmegeometrie modelliert und damit eine weitaus größere Genauigkeit erreicht wird. Hierbei müssen zwei Voraussetzungen erfüllt sein: (i) die Orientierung (Lage und Bewegung) des Sensors ist bekannt und (ii) ein Digitales Geländemodell der aufgenommenen Fläche liegt vor. Um den Bezug zum Referenzsystem herzustellen, werden ebenfalls Passpunkte verwendet.

### Transformation
Mittels der bestimmten Transformationsgleichung kann nun eine Neuordnung der Daten des Eingabebildes in die Matrix des Ausgabebildes durchgeführt werden. Eine solche Transformation, auch Resampling genannt, erfolgt in der Regel indirekt. Es wird vom Ausgabebild in das Eingabebild zurück gerechnet, dort der Grauwert „geholt“ und dieser in das Ausgabebild geschrieben.
Die Zuweisung der Grauwerte kann nach verschiedenen Regeln erfolgen:
1. Nearest Neighbour: es wird der Grauwert des Pixels zugewiesen, welches den berechneten Koordinaten am nächsten liegt
2. Bilineare Interpolation: der Grauwert wird durch lineare Interpolation zwischen den Grauwerten der vier nächstliegenden Pixel berechnet
3. Kubische Faltung: der Grauwert wird durch eine Interpolation höherer Ordnung zwischen den Grauwerten der 16 nächstgelegenen Pixel berechnet.

Für welche Regel man sich entscheidet, hängt davon ab, welchen Anspruch man hat und welchen Rechenaufwand man dafür in Kauf nehmen will. Die Kubische Faltung ist am rechenaufwendigsten, verlustfreie Transformation ist praktisch nicht möglich. Vorteil der Nearest-Neighbour-Methode ist die Beibehaltung radiometrischer Information, da nicht interpoliert wird. Dies kann günstig sein, wenn man nach der Georeferenzierung eine Klassifikation durchführen will.